# Relations entre le Brésil et l'Inde
Les relations entre le Brésil et l'Inde sont les relations bilatérales de la république fédérative du Brésil et de la république de l'Inde. Les relations sont fondées sur une vision mondiale commune, des valeurs démocratiques partagées et un engagement à favoriser une croissance économique inclusive pour le bien-être des populations des deux pays. Le Brésil a été le premier pays d'Amérique latine à établir des relations diplomatiques avec l'Inde en 1948. Ces liens ont été élevés au rang de partenariat stratégique en 2006, ouvrant une nouvelle phase dans les relations bilatérales. Les deux pays sont membres du BRICS, du G-20, de l'IBAS et du G4, et aspirent à un siège permanent au Conseil de sécurité des Nations unies.
Le président brésilien Jair Bolsonaro a été l'invité principal des célébrations de la fête de la République de l'Inde en 2020.
Selon un sondage réalisé en 2013 par la BBC World Service, seuls 26 % des Brésiliens considèrent l'influence de l'Inde comme positive. L'opinion des Indiens sur le Brésil est également très divisée, avec 20 % qui voient le Brésil de façon positive et 18 % qui le voient de façon négative.

## Histoire

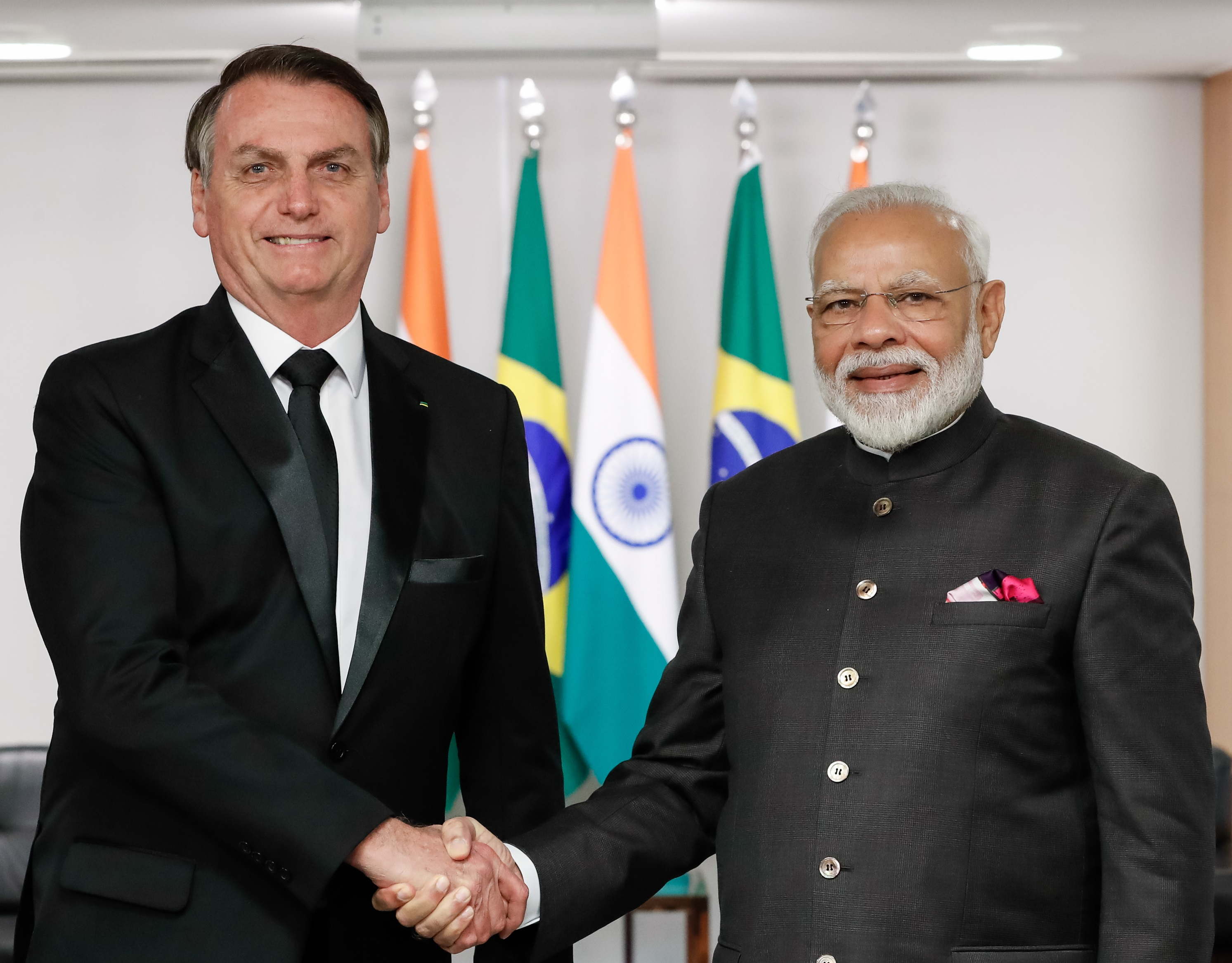
Le premier ministre indien Narendra Modi et le président brésilien Jair Bolsonaro en novembre 2019.

Les liens de l'Inde avec le Brésil remontent à cinq siècles. Le Portugais Pedro Alvares Cabral est officiellement reconnu comme le premier Européen à avoir découvert le Brésil en 1500. Cabral a été envoyé en Inde par le roi du Portugal après le retour de Vasco de Gama de son voyage de pionnier en Inde. Cabral aurait été dévié de sa route vers l'Inde. Le Brésil est devenu une importante colonie portugaise et une escale dans le long voyage vers Goa. Cette connexion portugaise a conduit à l'échange de plusieurs cultures agricoles entre l'Inde et le Brésil à l'époque coloniale. Le bétail indien a également été importé au Brésil. La plupart des bovins du Brésil sont d'origine indienne,.
Les relations diplomatiques entre l'Inde et le Brésil ont été établies en 1948. L'ambassade de l'Inde a ouvert ses portes à Rio de Janeiro le 3 mai 1948 et s'est installée à Brasilia le 1er août 1971,.
L'une des principales sources de tension entre les deux nations a été le processus de décolonisation des enclaves portugaises en Inde, principalement à Goa. Malgré les pressions exercées par l'Inde sur le Portugal pour qu'il se retire du sous-continent, le Brésil a soutenu la revendication du Portugal pour Goa. Le Brésil n'a changé de cap qu'en 1961, lorsqu'il est devenu de plus en plus évident que l'Inde réussirait à prendre le contrôle de Goa par la force d'un Portugal de plus en plus faible, qui était confronté à trop de problèmes internes pour constituer une puissante menace militaire pour l'Inde. Pourtant, lorsque les armées de Nehru ont écrasé la résistance portugaise et occupé Goa, le gouvernement brésilien a vivement critiqué l'Inde pour avoir violé le droit international. Alors que le Brésil a essayé d'expliquer à l'Inde que sa position devait être comprise dans le contexte d'une longue tradition d'amitié entre le Brésil et le Portugal, le gouvernement indien a été profondément déçu que le Brésil, une ancienne colonie démocratique, soutienne un Portugal non démocratique contre une Inde démocratique et récemment indépendante.
En 2009, le Brésil a approuvé la vente de cent missiles anti-radar MAR-1 au Pakistan, malgré les pressions exercées par l'Inde sur le Brésil pour qu'il s'en abstienne. Le ministre brésilien de la défense, Nelson Jobim, a qualifié ces missiles de « moyens très efficaces pour surveiller » les zones survolées par les avions de guerre, et a déclaré que le marché avec le Pakistan valait 85 millions d'euros. Il a rejeté les protestations de l'Inde. « Le Brésil négocie avec le Pakistan, pas avec les terroristes », a déclaré M. Jobim. « Annuler cet accord reviendrait à attribuer des activités terroristes au gouvernement pakistanais. »